# Camperol de Timor
El camperol de Timor (Cincloramphus bivittatus; syn: Buettikoferella bivittata) és una espècie d'ocell de la família dels locustèl·lids (Locustellidae). Habita els boscos de Timor, a les Illes Petites de la Sonda. El seu estat de conservació es considera de risc mínim.

## Taxonomia
Segons la llista mundial d'ocells del Congrés Ornitològic Internacional (versió 13.2, agost 2023) aquest tàxon està classificat en el gènere Cincloramphus. Tanmateix, altres obres taxonòmiques, com el Handook of the Birds of the World i la quarta versió de la BirdLife International Checklist of the birds of the world (Desembre 2019), el classifiquen com a única espècie del gènere Buettikoferella.